# Brachymenium viviparum
Brachymenium viviparum är en bladmossart som beskrevs av Edwin Bunting Bartram 1928. Brachymenium viviparum ingår i släktet Brachymenium och familjen Bryaceae. Inga underarter finns listade i Catalogue of Life.